# 브루스 칸
브루스 칸(본명 : 김우석, 1968년 4월 19일 ~ )은 대한민국의 영화배우이자 액션배우이다.

## 생애
어린 시절 무술 영화를 보고 액션 배우를 꿈꿨다는 그는 29살의 늦은 나이에 '액션배우 선발대회'에 도전한다. 광주대학교 산업디자인과를 중퇴해 미국과 홍콩에서 영화액션을 공부했고, 홍금보와 만나면서 홍금보사단(홍가반)에 스카우트되었다. 
 홍콩에서 액션 영화를 찍는 기회를 얻었지만 홍콩 무술 영화계가 침체하면서 시련을 겪게 된 그는 홍콩에서 만난 미국인 친구와 함께 할리우드로 떠나게 된다.
성룡 제작 홍콩영화 <젠와이 캅>에 픽업 주인공 대역 참여 및 홍금보 무술팀 ‘홍가반’ 소속 시절 성룡 주연의 <메달리온> 무술안무 겸 악당으로 출연했다.
소니컴퍼니(Sony Company)제작의 컴퓨터 게임 <타오핑>에서 캐릭터 무술안무 (이밖에 데어데블, 이연걸 게임 라이스 투 오너 등 다수 컴퓨터 게임 무술안무 및 포퍼먼스 참여) 외에 헐리우드판 액션영화 <스퀘어 서클>에서 무술감독과 조연으로 참여했고, 로스앤젤레스 CBS 방송국 내 액션스쿨 A.C.T 개관, 디지털 장편액션영화 <라스트 이브> 주연 겸 프로듀서로 참여했다.

### <제2의 전성기>
브루스 칸은 할리우드의 스턴트맨 연습장에서 운동을 한 이후 액션스쿨을 운영하며 많은 스턴트맨을 양성하면서도 액션배우의 꿈을 버리지 않았다. 루마니아에서 찍기로 한 영화가 무산되고 아버지마저 암에 걸려 한국으로 돌아온 후에는 일이 없어 신용불량자가 되기도 했고, 가족들에게 미안한 마음에 꿈을 포기하려 하기도 했지만 "계속 찾아오는 기회를 놓칠 순 없었다"는 그는 각시탈에 캐스팅돼 드디어 기회를 잡았고, 강연 100℃에 출연하여 "15년간 준비했다"며 "1만 시간의 법칙이 있다고 하면서 하루에 세 시간씩 투자해서 10년을 채우면 만 시간이 되는데 그 이후에는 어떤 분야에서든지 고수가 된다고 한다"고 말한다.

## 출연작

### 영화
- 더킬러-죽어도 되는 아이(2022년)
- 《리벤져》 (2018년) - 율 역.
- 《아빠하고 나하고 (殺生遊戱)》 (2011년) - 하정일 역.
- 《라스트 이브 (The Last Eve)》 (2005년) - 아담 역.
- 《메달리온 (The Medallion)》 (2003년) - 폭력배 역.
- 《젠 엑스 캅 (特警新人類)》 (1999년) - 까메오 출연.

### TV
- 《각시탈》 (2012년, KBS2) - 긴페이 가토 역.
- 《강연 100℃》 (2012년 12월 14일, KBS1) - 게스트.
  - 강연주제 : 15년의 법칙
  - 공감온도 : 94°C

## 경력
- 뉴욕국제독립영화제 베스트액션상 수상 《라스트 이브 (The Last Eve)》